# Ротчев Олександр Гаврилович
Ротчев Олександр Гаврилович (1806—1873) — російський письменник і мандрівник, останній правитель колонії Форт Росс.

## Життєпис
В середині 1820-х років вступив до Московського університету, де був постійним учасником суспільно-літературного гуртка професора С. Є. Раїча, в минулому члена «Союзу благоденства», видавця альманахів і журналу «Галатея». Серед учасників гуртка були О. І. Кошелєв, М. О. Максимович, О. М. Муравйов, А. С. Норов, Д. П. Ознобішин, М. П. Погодін, С. Д. Полторацький, В. П. Титов. Бували у Раїча М. О. Польовий і В. К. Кюхельбекер. На засіданнях гуртка Раїча читали вірші, сперечалися про російську історію, обговорювали філософські твори Канта, Фіхте, Шеллінга. Тут Ротчев читав свої перші вірші.
Перший опублікований у пресі твір Ротчева — переклад п'єси Ж-Б. Мольєра «Уявний рогоносець» і вірші в альманасі «Уранія» (1825 рік). Публікувався також у «Північній Лірі» (1826), «Театральному альманасі» (1830), «Невському альманасі» (1830), «Одеському альманасі на 1831 рік». Надалі вірші Ротчева друкувалися в «Невському альманасі» в 1836, 1846 роках.
У 1829 році змушений був залишити навчання в університеті, щоб утримувати сім'ю, і переїхав з родиною до Петербурга, де влаштувався копіїстом і виконуючим посаду перекладача при конторі Санкт-Петербурзьких імператорських театрів. За час роботи перекладачем переклав російською мовою ряд трагедій: «Вільгельм Телль» і «Мессинську наречену» Ф. Шиллера, «Макбет» В. Шекспіра, «Ернані, або кастильська честь» В. Гюго. Навесні 1835 року Ротчев перейшов на службу в Головне управління Російсько-американської компанії, а в серпні того ж року з сім'єю відправився в Російську Америку.
Повернувшись в Санкт-Петербург, Ротчев продовжив літературну діяльність.
У 1851 році Олександр Гаврилович вийшов у відставку і знову відправився в подорож, яка тривала до 1853 року. За цей час він відвідав Кубу, Центральну Америку, Каліфорнію, Гавайські острови, Індію, Аден, Єгипет і Велику Британію, протягом усього шляху посилаючи в петербурзькі газети свої вірші і подорожні нариси про країни Америки, Азії та Європи. У Лондоні Ротчев спілкувався з Ч. Діккенсом і А. І. Герценом. Після повернення в Росію Ротчев опублікував книгу «Правда про Англію і сказання про розширення володінь її в усіх частинах світу», в якій дав критичну оцінку діяльності Британської імперії в її колоніях.
У січні-березні 1865 року редагував газету «Петербурзький листок».
У 1868 році Ротчев відправився в подорож по Туркестанському краю, під час якого відвідав Ташкент (де виступив одним із засновників першої газети в Ташкенті «Середня Азія»), Самарканд, Голодний степ, озеро Балхаш і передгір'я Тянь-Шаню. Через рік в журналі «Русский вестник» були опубліковані його «Нариси торгівлі в Семиреченській області 1868—1869».